# Pierre de Bauduy de Bellevue
Pierre de Bauduy de Bellevue (1769-1833) est un colon et planteur esclavagiste français. Il est le premier des colons français de Saint-Domingue réfugiés en Amérique à s'installer, dès octobre 1791, à Wilmington, dans le Delaware, où il avait acheté la propriété de Monckton Park au financier Robert Morris, qu'il renomme Eden Park. 

## Famille de colons implantée à Saint-Domingue
Son arrière-grand-père Louis de Bauduy épouse en 1702 Marie Duval, qui lui donne trois enfants, dont Pierre de Bauduy, né à Petite-Rivière, capitaine de la milice, qui épouse à son tour Marie Madeleine de Goiran, à Bellevue, propriété de la famille de Goiran, près de Cul-de-Sac, où se trouve aussi La Grand Roque, plantation de sucre des Bauduy. 
La dot inclut 52 esclaves et 10 000 livres. Le couple a trois enfants dont deux survivent, Marie et Jean-Baptiste, l'héritier. Le 26 septembre 1769, une lettre fait état de 550 000 livres de sucre données à chaque membre de la famille, suivie en juin 1770 par une lettre évaluant les pertes causées par la sécheresse à 600 000 livres. La famille vit à Bordeaux mais le père force sa femme à revenir aux îles et enferme sa fille dans un couvent, d'où il la sort ensuite pour la marier. Il refuse à son fils l'achat d'une charge de conseiller au parlement.
Le 7 octobre 1771, il revend sa plantation à 1,7 million de livres et sa part dans la plantation Bellevue, pour 522 000 livres, à son fils Jean-Baptiste. La plantation produit 600 000 livres de sucre par an, ce qui lui permet aussi de fonder une plantation de café appelée « La Montagne noire ». Il quatre enfants : Céline Louise Adélaïde, Félicité Marguerite Joséphine, le futur baron et général Louis Alexandre Amélie Bauduy et Pierre de Bauduy de Bellevue, éduqué en France, qui devient à 17 ans lieutenant des « Chasseurs de Picardie », son frère étant officier des dragons.

## Mariage avec une amie d'enfance de Joséphine de Beauharnais
Les deux frères reviennent aux îles en 1790. Le 4 octobre 1790, il épouse à Léogâne, sur une propriété de son père, « Juliette », alias Thérèse Jeanne Julienne Bretton des Chapelles (1773-1837), née à L'Arcahaye, dont l'importante correspondance alimentera les travaux des historiens. « Juliette » est une amie d'enfance de Joséphine de Beauharnais, fille d'une famille de planteurs de la Martinique et future femme de Napoléon. Le couple reçoit une rente annuelle de 30 000 livres versée par les deux familles.
Les deux frères tentent de protéger la plantation familiale en août 1791 lorsqu'elle est l'une des premières victimes de la révolte noire, brûlée et victime de massacres, auxquels s'opposent sans succès une centaine de soldats. Pendant quatre mois, son frère Louis Alexandre de Bellevue, son père et six autres hommes vivent barricadés dans la plantation de Bellevue. Son père est tué par les révoltés et la plantation brûlée.

## Fuite aux États-Unis dès septembre 1791
Son beau-père, dont la femme vient d'être tuée aussi, lui demande de fuir avec "Juliette", en promettant de les rejoindre plus tard, avec leur bébé, Ferdinand. Le couple fuit le 27 septembre 1791 sur un navire du banquier Stephen Girard qui arrive le 14 octobre à Philadelphie.
À son arrivée, il crée une entreprise de fabrique de fiacres à Wilmington, dans le Delaware, puis revient en 1795 à Saint-Domingue pour vendre sa plantation. Il achète en 1798 au financier Robert Morris une grande propriété nommée Eden Park et y crée en 1802 une petite entreprise chimique de fabrication de poudre, sur un projet d'Eleuthère Irénée du Pont de Nemours, fils de Pierre Samuel du Pont de Nemours, qui deviendra la multinationale DuPont. 
La communauté française est rejointe en 1797 par le marquis Claude-Henry-Etienne Bernard de Sassenay, député à l'Assemblée constituante de 1789 et capitaine des dragons de Saint-Domingue, qui combattait aux côtés des Anglais à Saint-Domingue. Il épouse Fortunée, la plus jeune des belles-sœurs de Pierre de Bauduy de Bellevue.
Mimika Louisa Bauduy, la fille de Pierre de Bauduy de Bellevue, épousera en septembre 1809 Vital Marie Garesché du Rocher (1782-1844), ami personnel du président américain Andrew Jackson, fils d'une autre famille de Saint-Domingue, la famille Garesché, qui a été éduqué par l'Abbé Carles, un des fondateurs d'Asylum.

## La société créée avec la famille du Pont de Nemours
Pierre de Bauduy et son frère sont des amis proches de Victor du Pont de Nemours, qui leur fait rencontrer son frère Éleuthère Irénée du Pont de Nemours, arrivé de France fin 1799, l'un des associés de la maison de commerce Du Pont de Nemours, Père et Fils et Cie, qui fonde le 21 avril 1801 une société à Wilmington (Delaware), au capital de 36 000 dollars répartis en 18 parts.
La société importe l'un des premiers béliers mérinos aux États-Unis, qui sert à améliorer la production de ses moutons. Elle s'organise pour fournir les troupes françaises, lors des préparatifs de l'expédition de Saint-Domingue. Le frère de Pierre de Bauduy, Louis Alexandre Amélie Bauduy est capitaine dans l'armée de Leclerc, après avoir combattu en 1797 aux côtés des Anglais contre Toussaint Louverture. Le contrat d'approvisionnement de l'armée française en vêtements de laine pour 100 000 dollars, alors qu'il était d'abord question de 25 000 dollars, fait état de commissions versées à Robert Livingston.
Pour éviter un conflit d'intérêts, le consul de France à Washington, Louis-André Pichon, exige qu'une nouvelle société soit créée, les actifs de l'ancienne étant transférés à la branche française, détenue par le père, Pierre Samuel du Pont de Nemours, qui devient au même moment un négociateur-clé de la vente de la Louisiane. 
L'entreprise recherche un lieu pour une usine à poudre, visite plusieurs sites sans succès et tente de racheter le moulin à poudre de William Lane et Stephen Decatur, à Frankford, en Pennsylvanie, mais essuie un refus. En janvier 1802, Éleuthère Irénée du Pont de Nemours visite les frères de Bauduy à Wilmington mais ils sont partis, l'un à Saint-Domingue l'autre en Argentine. Le 21 juin 1802, l'entreprise rachète des terres le long de la rivière Brandywine, à quelques miles de Wilmington, par le biais de Guillaume François de Hamon, Marquis de Vanjoueux, (1753-1816), qui a épousé une des sœurs de Pierre de Bauduy de Bellevue. 
Le 25 août 1802, Pierre signe avec Éleuthère Irénée du Pont de Nemours un accord sur la gestion de la société, et il rachète en septembre 2 des 18 actions de la société, alors que l'expédition de Saint-Domingue est confrontée à une épidémie de fièvre jaune. Charles Victoire Emmanuel Leclerc, beau-frère de Napoléon y succombe le 1er novembre 1802.

## Les ventes à l'armée américaine
Les premières ventes de poudre n'ont lieu que le 16 mai 1804. Dans une lettre du 23 novembre, Thomas Jefferson lui confirme que l'armée et la marine américaine utiliseront sa poudre. Un brevet sur la machine est déposé le 27 novembre, 4 jours après, et en juillet 1806 il visite une usine pour trouver un lieu où installer la production.
En 1810, une nouvelle société est créée, du nom de Du Pont, Bauduy & Co, par Victor du Pont, Eleuthère Irénée du Pont de Nemours, Peter Bauduy et Raphael Du Planty, pour fabriquer des vêtements en laine, dans une usine à Louviers, dans le Delaware.

## La création d'une plantation de sucre à Cuba
Plusieurs lettres font état du "rafraichissement" des relations entre les associés et Bauduy se retire de la société en décembre 1814 puis vend ses parts le 18 février 1815 à Dupont, à la fin de la guerre de 1812 et part fonder une sucrerie à Cuba, dans la province de Matanzas. Son gendre Vital Marie Garesché du Rocher (1782-1844) , le rejoindra à Cuba, dans la province de Matanzas, où naissent Alexander J. P. Garesche et Julius Peter Garesché du Rocher (1821 – 1862), capitaine d'artillerie, décapité par un boulet de canon lors de la guerre de Sécession
En 1827, la famille quitte Cuba pour s'installer à New York puis en 1829 à Wilmington, dans le Delaware, dans sa propriété d'Eden Park,
.
L'un de ses fils, Pierre, fonde lui une plantation de café en 1836 à Cuba, après avoir épousé Amelia Keating, une nièce de sa mère.